# Népfront (Franciaország)
A francia Népfront három nagy baloldali párt, a szocialisták (Section française de l’Internationale ouvrière), a radikálisok (Parti radical-socialiste) és a kommunisták (Parti communiste français) összefogásával jött létre 1936-ban. A Népfrontba tömörült pártok megnyerték az 1936. április-májusi választásokat, 386 helyet szereztek a 608 fős francia nemzetgyűlésben, és június elején népfrontkormányt alakítottak a szocialista Léon Blum vezetésével.  A népfrontkormány 1938 áprilisáig irányította az országot; nevéhez fűződik a heti munkaidő 40 órára csökkentése, a fizetett szabadság és a kollektív szerződések intézményének bevezetése.

## Története
1934-ben Hitler hatalma megszilárdult Németországban, s a náci veszély növekedése Sztálint is a fasizmussal kapcsolatos addigi álláspontja felülvizsgálatára késztette. A Kominternen keresztül utasította a szervezethez tartozó kommunista pártok vezetőit, hogy törekedjenek együttműködésre a nem kommunista baloldali pártokkal is, amelyeket addig a burzsoázia szálláscsinálóinak, reformistáknak, nem egyszer fasisztáknak neveztek.  Ezzel Franciaországban is lehetővé vált a szocialista, a radikális és a kommunista párt közeledése, amely egy sor közösen szervezett tüntetés és sztrájk sikere után 1936-ban elvezetett a Népfront megalakításához. 
Az első fontos megállapodást 1934. július 27-én a szocialista és a kommunista párt írta alá. A megállapodás kimondta, hogy a két párt egyesíti erőit, s akcióegységben küzd a fasizmus ellen. Az 1935. július 14-én, a francia nemzeti ünnepen tartott közös szocialista-kommunista felvonuláshoz már a középosztályokat képviselő radikális párt is csatlakozott. Mintegy 500 000 fő vett részt a hatalmas demonstráción, s a résztvevők ünnepélyes esküt tettek, hogy küzdenek a fasizmus térhódítása ellen, a demokrácia és a szabadságjogok megvédéséért, a dolgozók és az ifjúság helyzetének javításáért. A nemzeti ünnep után a sikeres demonstráció szervezőbizottsága nem oszlott fel, hanem megbízást kapott a három párttól közös program, és visszalépési megállapodás kidolgozására az 1936. április 26-i (első forduló) és május 3-i (második forduló) választásokra.
A három párt az így kidolgozott népfrontprogrammal meg is nyerte a választásokat: az első fordulóban megszerezte a szavazatok 57%-át, a két forduló között vita nélkül érvényesítette a visszalépési megállapodást, s a második forduló eredményeként 386 képviselőt küldhetett a 608 helyes nemzetgyűlésbe: 72 hely jutott a kommunistáknak, 147 a szocialistáknak és 167 a radikálisoknak és a népfronthoz csatlakozott kisebb baloldali pártoknak.
A választások eredményének figyelembe vételével 1936. június 4-én a szocialista Léon Blum alakított kormányt, amely a parlamenti többségre és a választási győzelmet követő országos „örömsztrájkokra” támaszkodva hetek alatt jelentős intézkedéseket foganatosított: törvényt alkotott a sztrájkjogról, a heti munkaidőt 48 óráról 40 órára csökkentette, a fizetéseket átlagosan 12%-kal növelte, a dolgozóknak kéthetes fizetett szabadságot és a szabadságra utazóknak 40%-os vasúti utazási kedvezményt biztosított. Blum ugyanakkor világosan a szocialista és kommunista szavazók értésére adta, hogy a választásokat nem a szocialista párt, nem a kommunista párt s nem is e két „proletárpárt” együtt nyerte meg, hanem a Népfront, tehát az új kormány nem az általuk hirdetett szocializmus megvalósítására, hanem a Népfront programjának következetes végrehajtására kapott felhatalmazást. A Blum-kormányban 20 szocialista és 13 radikális miniszter és államtitkár vett részt, a kommunisták teljes erejükkel támogatták, de nem vettek részt benne, hogy ne adjanak muníciót a jobboldalnak, amely nem szűnt meg a középosztályokat a „bolsevik veszéllyel” fenyegetni.
1936 júliusában kitört a spanyol polgárháború. A francia népfrontkormány a radikálisok nyomására – Blum álláspontja ellenére, aki erkölcsi kötelességének érezte a köztársaságiak támogatását – a be nem avatkozás mellett döntött, de a kormányfő elérte, hogy a hatóságok szemet hunyjanak a francia-spanyol határon át a köztársaságiakhoz irányuló fegyvercsempészés felett.
A népfrontkormány egyre nagyobb nehézségekkel találkozott a francia gyarmatokon is, különösen Algériában, melynek bennszülött lakossága nem elégedett meg az egyenjogúsággal, függetlenséget akart.    
A legnagyobb problémák azonban a belpolitikában jelentkeztek. A népfrontkormány nem tudta kivezetni az országot az 1931 óta tartó nagy gazdasági válságból, fellendíteni a gazdaságot, a fogyasztást, csökkenteni a munkanélküliséget. Az áremelkedések hamar lenullázták a béremelések jótékony hatását, a kormány vesztett népszerűségéből, s amikor 1937 februárjában a reformok folytatásának szüneteltetése, a nyugdíjreform bevezetésének elhalasztása mellett döntött, nagy csalódást okozott a francia szocialistáknak és kommunistáknak is. A népfrontkormány sorsát végül a jobboldallal szövetkező radikálisok kiválása pecsételte meg: 1938. április 12-én vezetőjük, Édouard Daladier alakíthatott kormányt a lemondott Blum-kabinet helyett.